# Hicks lag
Hicks lag eller Hick-Hymans lag är en människa–datorinteraktions modell som beskriver hur lång tid det tar för en människa att fatta ett beslut som en funktion av antalet valmöjligheter som hon har.